# Gracht

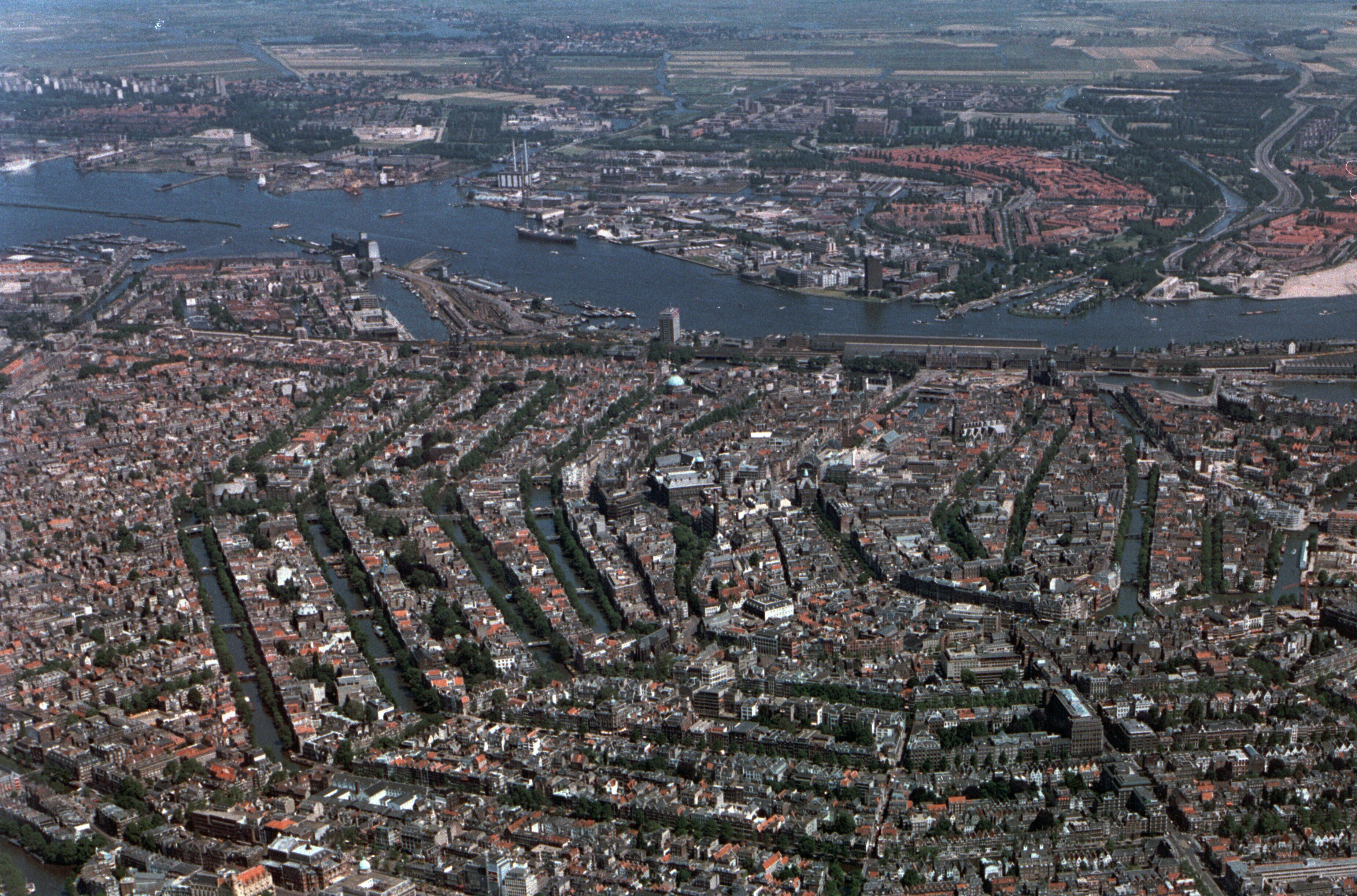
Grachtengordel van Amsterdam.

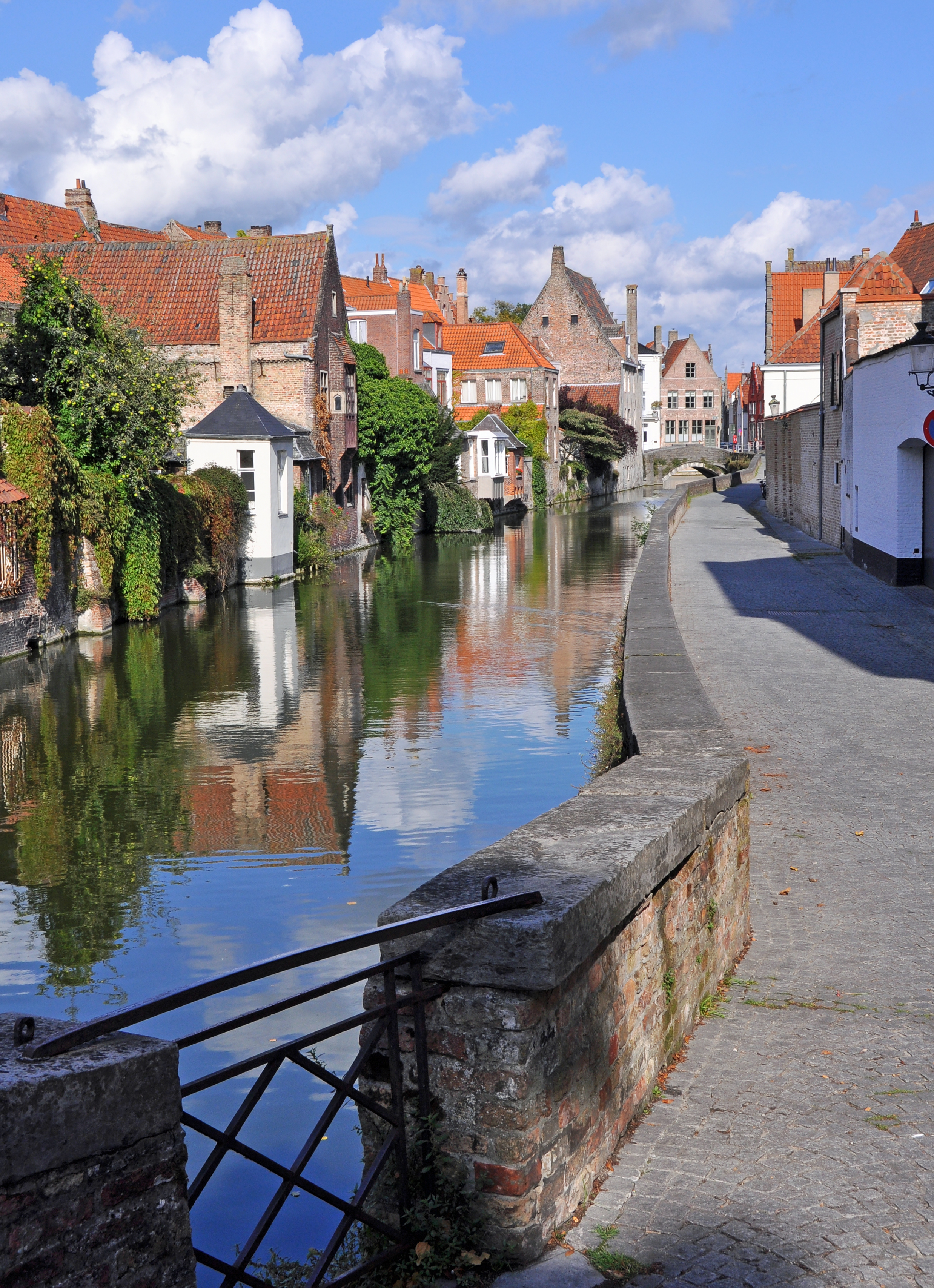
Gouden-Handrei in Brugge.

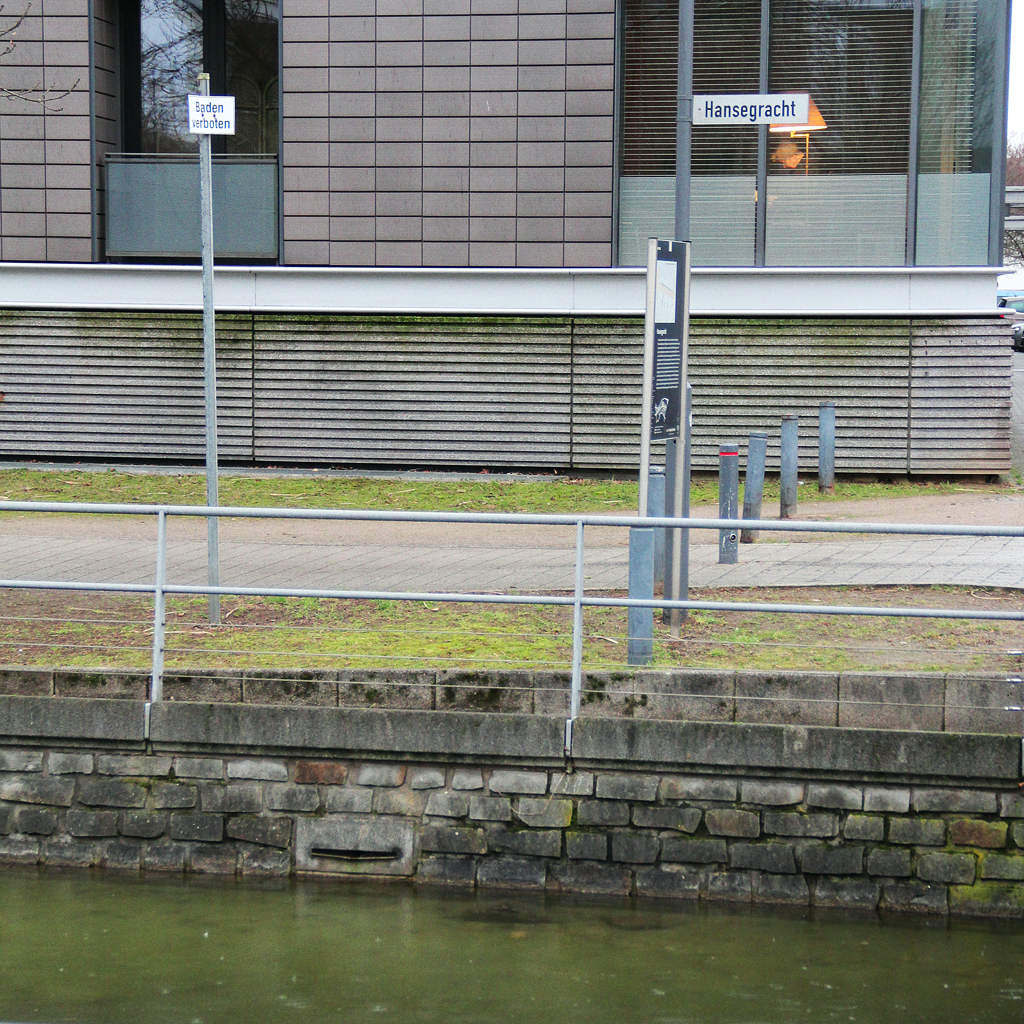
De Hansegracht in Duisburg (Duitsland)

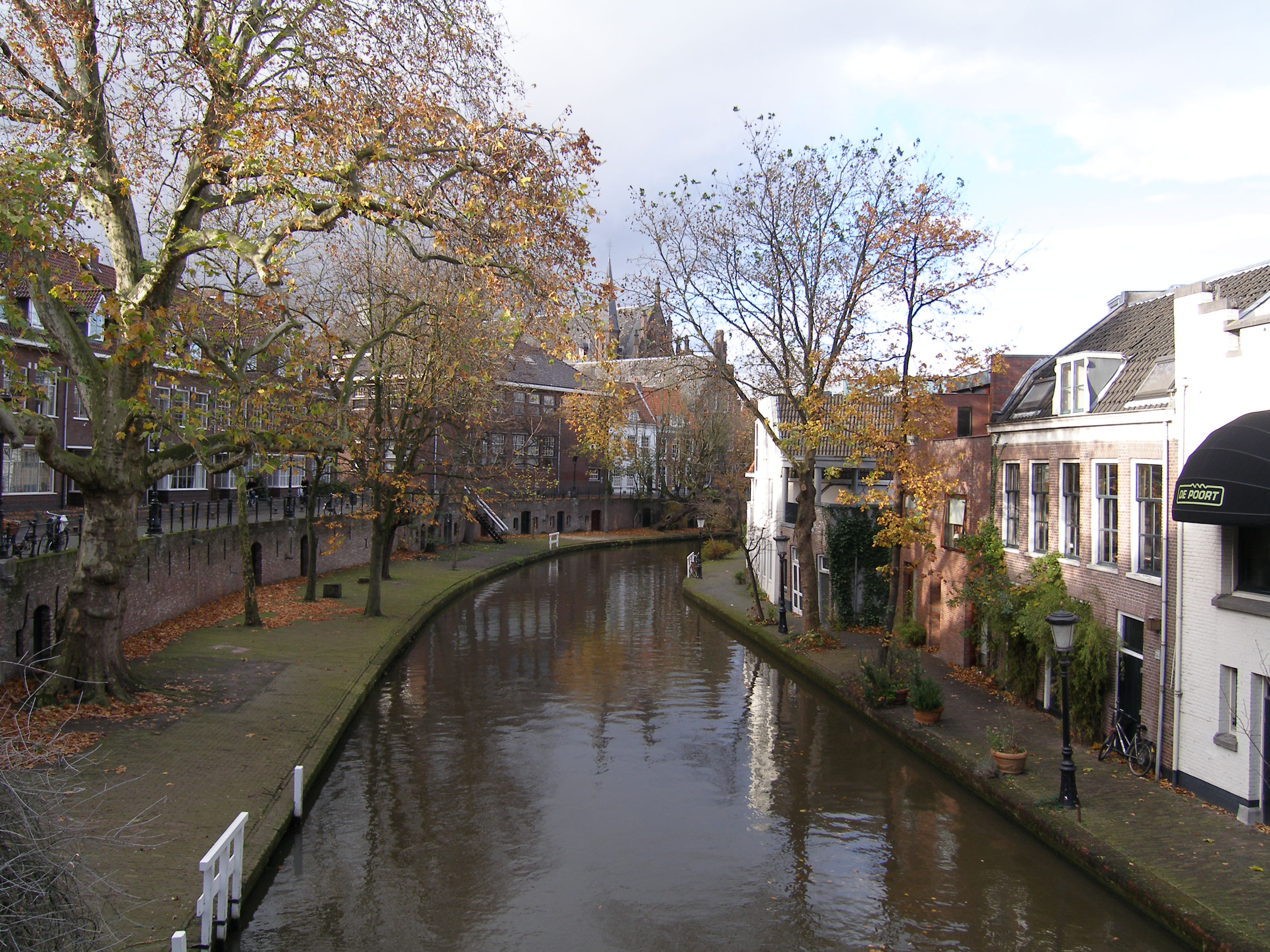
Oudegracht in Utrecht.

Een gracht of singel is een aangelegde waterweg. Een gracht heeft (oorspronkelijk) kades en was voor de handel. Een Singel heeft wallen en was (oorspronkelijk) voor de verdediging. Later waren Singels ook voor de sier. Den Haag heeft nog een Singelsgracht. Primair voor de verdediging, maar op sommige punten ook voor handel (Bierkade, Dunne Bierkade, Hooikade). De stad (sinds 17e eeuw had Den Haag de Stadsrechten om Bier te brouwen en een verdedigingssingel aan te leggen) is daarmee uniek.

## Etymologie
Het woord komt van graft, waarin het woord graven duidelijk te herkennen is. De klankverschuiving waarbij de f-klank verschoof naar een ch-klank is typisch voor het Nederlands en is ook terug te vinden in woorden als zacht (vgl. Duits: sanft, Engels soft, Fries: sêft) en lucht (vgl. Duits: Luft, Fries: loft). 

## Plaatsen met grachten
Grachten zijn te vinden in veel Hollandse steden. Het meest bekend zijn de Amsterdamse grachten (vooral de Grachtengordel),  Alkmaar, Delft, Dordrecht, Gouda, Leiden, Zwolle en Utrecht vormen de grachten een essentieel deel van het stadsbeeld. De Haagse grachtengordel bestaat nog helemaal. In 2014 en 2024 zijn stukken die onder de grond verdwenen waren weer hersteld.. Ook steden elders in Nederland, zoals Amersfoort, Coevorden, Groningen (de diepen), Haarlem, Leeuwarden en Meppel, hebben of hadden grachten. Diverse Vlaamse steden, zoals Brugge (de reien), Antwerpen (de ruien) en Gent, kennen of kenden grachten, evenals Duisburg en Hamburg in Duitsland.

### Kop van Overijssel
In de Kop van Overijssel wordt de term gracht ook gebruikt voor waterwegen buiten de steden en dorpen. Zo loopt de Arembergergracht van Zwartsluis naar de Belterwijde en de Thijssengracht van Giethoorn naar het Giethoornsche Meer. Er liggen ook grachten binnen de dorpen zoals de Dorpsgracht in Giethoorn en in Dwarsgracht de Dwarsgracht, die ook zo heet. De Thijssengracht was in de middeleeuwen een sloot, maar is in de 17e eeuw verbreed tot een gracht. Ook kwam het voor dat een gracht als een nieuwe waterloop werd gegraven.

## Functies
Belangrijke redenen voor de aanleg en instandhouding van de grachten zijn en waren: afwatering, transport, verdediging en riolering. Het schuren van grachten was, waar mogelijk, een manier om ze open te houden. Nadat de steden hun functie als vesting in de tweede helft van de 19e eeuw verloren, zijn veel grachten die deel uitmaakten van de vestingwerken gedempt. In de loop der tijden zijn ook binnen diverse steden grachten gedempt of overwelfd (zoals de ruien in Antwerpen), veelal om hygiënische redenen en om het wegverkeer meer ruimte te bieden. Soms worden er initiatieven genomen om grachten weer te herstellen, zoals in Breda, Utrecht, Meppel, Gent, Wageningen en Zaandam.

### Verdediging

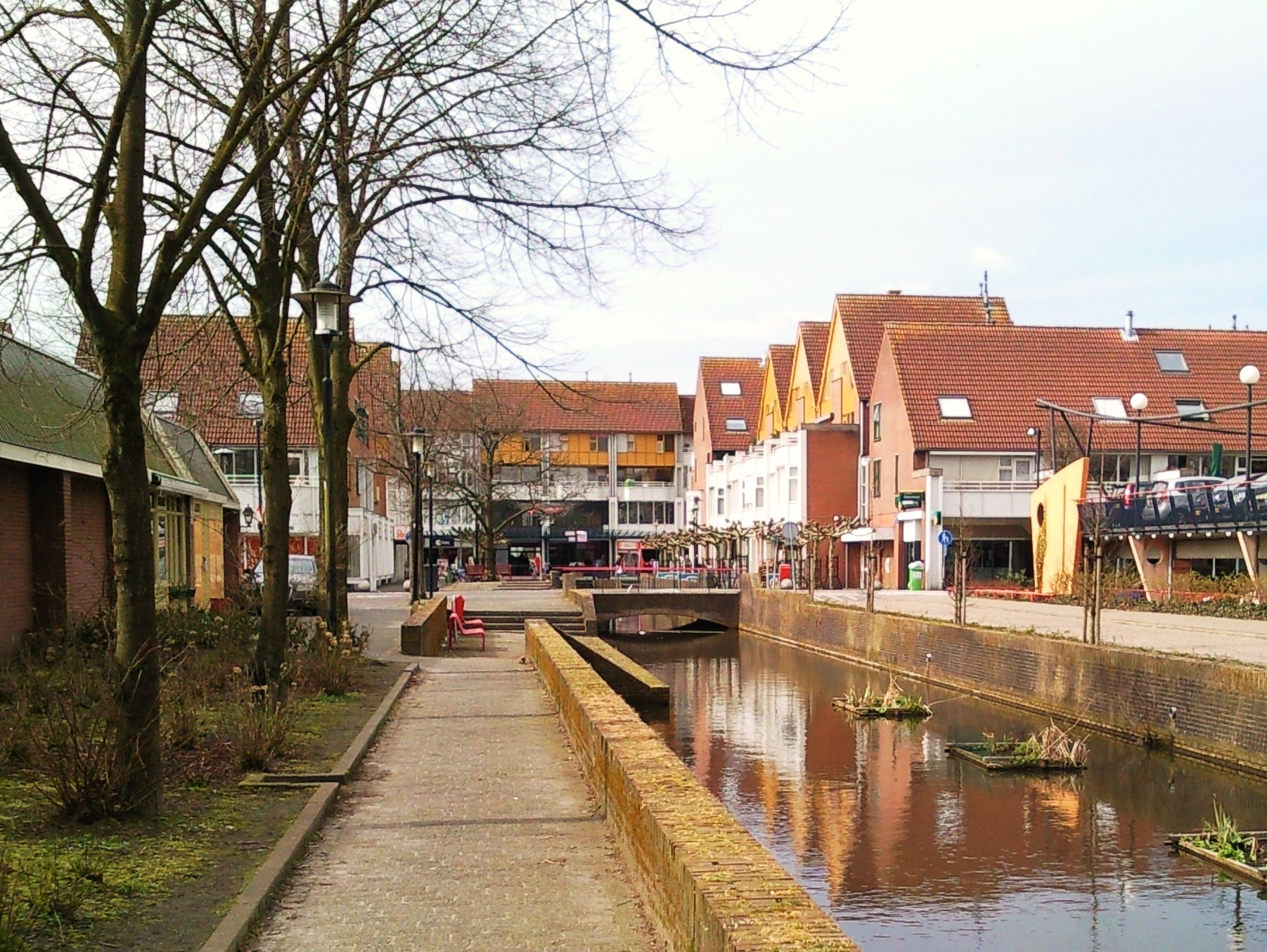
Kooikersgracht in het centrum van het Utrechtse dorp Leusden

Een natte gracht kon gebruikt worden voor de verdediging van een stad, burcht, herenboerderij of fort. Bij een kasteel spreekt dan van een slotgracht. In een droge gracht staat geen water. Voorbeelden van een droge gracht: Linie van Du Moulin (Maastricht), 19e-eeuwse forten van Luik (zoals Lantin, Loncin, Grâce-Hollogne, Flémalle, Liers). Na de komst van de tank als gevechtswapen werden in oorlogsgebieden vaak anti-tankgrachten aangelegd.